# До чогось прекрасного
«До чогось прекрасного» (швед. Till det som är vackert) — дебютна повнометражна стрічка шведської режисерки Лізи Лангсет 2010 року. Алісія Вікандер за роль у фільмі стала лауреатом премії «Золотий жук» як найкраща акторка, а Ліза Лангсет отримала нагороду за найкращий сценарій.

## Сюжет
Двадцятирічна Катаріна мешкає на околиці Гетеборга разом зі своїм хлопцем. Вона не закінчила школу, а в її матері алкогольна залежність. У молодої жінки немає роботи та планів на життя. Одного дня її світогляд змінюється, коли вона випадково натрапляє на запис концерту класичної музики. Твори Моцарта на стільки торкають її душу, що Катаріна вирішує почати все з нуля. Героїня йде в концертну залу, щоб послухати живе виконання. Їй вдається влаштуватися туди на роботу, а згодом й познайомитись із диригентом.

## У ролях
| Актор                       | Роль                     |
| --------------------------- | ------------------------ |
| Алісія Вікандер             | Катаріна                 |
| Самуель Фрелер              | Адам                     |
| Мартін Вальстрьом           | Маттіас                  |
| Жозефін Бауер               | Біргітта                 |
| Гелен Седерківст Генрікссон | начальник відділу кадрів |
| Кім Ленц                    | прибиральник             |
| Фредерік Нілссон            | Генрік                   |
| Елізабет Геранссон          | Агнета                   |
| Анна Острем                 | Сіссі                    |
| Магнус Ліндберг             | Нілле                    |
| Ільва Галлон                | медсестра                |

## Створення фільму

### Виробництво
Знімання фільму проходили в  Гетеборзі, Швеція.

### Знімальна група
- Кінорежисер — Ліза Лангсет
- Сценарист — Ліза Лангсет
- Кінопродюсер — Гелен Аглссон
- Композитор — Пер-Ерік Вінберг
- Кінооператор — Сімон Прамстен
- Кіномонтаж — Малін Ліндстрем
- Артдиректор — Лена Селандер
- Підбір акторів — Сара Тернквіст[1]

## Сприйняття

### Критика
Фільм отримав змішані відгуки. На сайті Rotten Tomatoes оцінка стрічки становить 0 % від глядачів із середньою оцінкою 2,8/5 (9 голосів). Фільму зарахований «розсипаний попкорн» від глядачів,Internet Movie Database — 7,0/10 (3 863 голосів).

### Номінації та нагороди
| Нагороди та номінації фільму «До чогось прекрасного» | Нагороди та номінації фільму «До чогось прекрасного» | Нагороди та номінації фільму «До чогось прекрасного» | Нагороди та номінації фільму «До чогось прекрасного» | Нагороди та номінації фільму «До чогось прекрасного» | Нагороди та номінації фільму «До чогось прекрасного» |
| Рік                                                  | Кінофестиваль/кінопремія                             | Категорія/нагорода                                   | Номінант                                             | Результат                                            |                                                      |
| ---------------------------------------------------- | ---------------------------------------------------- | ---------------------------------------------------- | ---------------------------------------------------- | ---------------------------------------------------- | ---------------------------------------------------- |
| 2010                                                 | Гентський міжнародний кінофестиваль                  | Найкращий фільм                                      | «До чогось прекрасного»                              | Перемога                                             |                                                      |
| 2010                                                 | Міжнародний кінофестиваль Мангейм-Гайдельберг        | Рекомендація-згадка власників кінотеатрів            | Ліза Лангсет                                         | Перемога                                             |                                                      |
| 2010                                                 | Міжнародний кінофестиваль Мангейм-Гайдельберг        | Особлива згадка                                      | Алісія Вікандер                                      | Перемога                                             |                                                      |
| 2010                                                 | Пусанський міжнародний кінофестиваль                 | «Проблиски майбутнього»                              | Ліза Лангсет                                         | Перемога                                             |                                                      |
| 2011                                                 | «Золотий жук»                                        | Найкраща акторка                                     | Алісія Вікандер                                      | Перемога                                             |                                                      |
| 2011                                                 | «Золотий жук»                                        | Найкращий сценарій                                   | Ліза Лангсет                                         | Перемога                                             |                                                      |
| 2011                                                 | «Золотий жук»                                        | Найкращий режисер                                    | Ліза Лангсет                                         | Номінація                                            |                                                      |
| 2011                                                 | «Молодість»                                          | Найкраща молода акторка                              | Алісія Вікандер                                      | Перемога                                             |                                                      |
| 2011                                                 | «Молодість»                                          | Гран-прі                                             | «До чогось прекрасного»                              | Номінація                                            |                                                      |